# Antonio Ciacca
Antonio Ciacca (* 14. März 1969 in Wuppertal) ist ein italo-amerikanischer Jazzmusiker (Piano, Komposition) des Modern Jazz, der sich auch als Kulturmoderator betätigt.

## Leben und Wirken
Ciacca, der in Italien aufwuchs, mit sieben Jahren Klavierunterricht hatte und in den USA ausgebildet wurde, begann seine Karriere im Jazz als Sideman für Art Farmer, James Moody, Lee Konitz, Mark Murphy, Dave Liebman und Steve Grossman. Insbesondere Grossmans Einfluss – bei dem Ciacca drei Jahre lang studierte – war eine wichtige Inspiration für Ciaccas eigenen Stil. 1993 zog Ciacca nach Detroit, um an der Wayne State University bei Kenny Barron zu studieren; danach hatte er Privatunterricht bei Jaki Byard in New York. Als er in Detroit lebte, war er zum ersten Mal der Gospelmusik ausgesetzt, ein Einfluss, den er bald in seinen eigenen Stil als Komponist und Performer integrierte. Schließlich produzierte Ciacca ein Album für die Detroit Gospel Singers. Ciacca erwarb den Masterabschluss in Afroamerikanischer Musikwissenschaft an der Universität Bologna. In den 1990er-Jahren spielte er in Europa und in den USA außerdem mit Craig Bailey, Benny Golson, Larry Smith, Joe Henderson und 1998 in Japan mit dem Eiji Nakayama.
1997 holte ihn der Saxophonist Steve Lacy in seine Band, eine Zusammenarbeit, die sieben Jahre dauern sollte. Im selben Jahr lernte Ciacca Wynton Marsalis kennen, der später sein Kollege im Jazz at Lincoln Center wurde, während Marsalis mit Elvin Jones in Italien auftrat. 2007 wechselte er in die US-amerikanische Kulturverwaltung und übernahm die Rolle des Programmdirektors bei Jazz am Lincoln Center. Bis 2011 arbeitete er mit dem künstlerischen Leiter Wynton Marsalis zusammen. 2009 unterrichtete Ciacca außerdem an der „Business of Jazz“ Musikschule der Juilliard School. 2011 wurde er Artist in Residence im Setai Hotel (später Langham Place Hotel) an der 5th Avenue und 36th Street in New York City. 2013 gab er sein Debüt in der Carnegie Hall, wo er mit seinem Trio (Paul Gill am Bass und Peter Van Nostrand am Schlagzeug) und den New York Pops auftrat. Derzeit ist Ciacca Artist in Residence am Pierre Hotel in New York und Composer in Residence an der Shiloh Baptist Church in New Rochelle, NY. Im Bereich des Jazz war er laut Tom Lord zwischen 1995 und 2015 an neun Aufnahmesessions beteiligt. Gegenwärtig (2019) leitet Ciacca ein Quartett, dem JD Allen, Clovis Nicolas und Peter Van Nostrand angehören.

## Diskografische Hinweise
- Hollis Avenue (1998)
- Autumn in New York (Splas(h), 2002), mit Joe Magnarelli, Don Braden, Joris Teepe, Jaimeo Brown
- Ugly Beauty (Soul Note, 2005), mit Dennis Irwin, Ali Jackson
- Rush Life (Motéma, 2008), mit Joe Magnarelli, Stacy Dillard, Kengo Nakamura, Rodney Green
- Lagos Blues (Motéma, 2010), mit Steve Grossman, Stacy Dillard, Kengo Nakamura, Ulysses Owens
- Volare, the Italian American Songbook (Cellar Live, 2016)
- Mara De Mutiis with the Antonio Ciacca 5tet: The Men I Love (Koiné Records, 2016), mit Paul Gill, Peter Van Nostrand, Cory Weeds, Benny Benack III